# Eduard Crüsemann

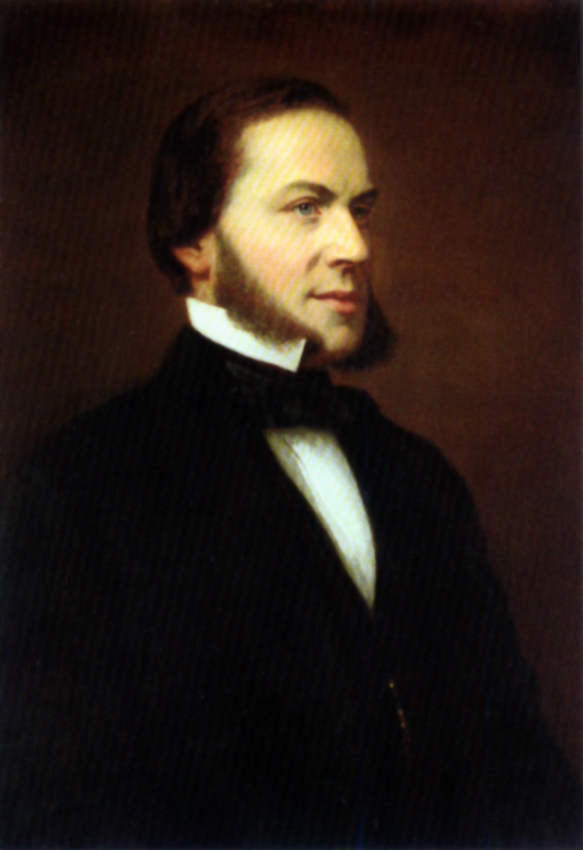
Eduard Crüsemann um 1860

Eduard Crüsemann (* 16. Juni 1826 in Berlin; † 1. September 1869 in Bremen) war ein Großkaufmann und Mitbegründer des Norddeutschen Lloyd.

## Biografie
Crüsemann war der Sohn eines Berliner Kaufmannes und begann deshalb seine Laufbahn mit einer kaufmännischen Lehre bei der Berliner Handels-Gesellschaft (BHG), an die sich ein Volontariat in einer Bremer Firma anschloss. Danach eröffnete er in Bremen ein Import- und Reedereigeschäft. Durch eine Geschäftsreise in die USA und die Karibik erkannte er 1853 den Bedarf einer regelmäßigen Dampfschifflinie zwischen USA und Bremen.
In Bremen gründete er daraufhin zusammen mit Hermann Henrich Meier den Norddeutschen Lloyd. Crüsemann wurde erster Direktor und setzte neben dem Warentransport auch auf den Passagierverkehr, der durch die Auswanderung stärker wurde.
Eduard Crüsemann wurde auf dem Riensberger Friedhof in Bremen beigesetzt (Grablage: Planquadrat O).
In Bremen ist die Crüsemannallee in Schwachhausen nach ihm benannt worden.
Seine Tochter Hedwig Heyl (geborene Crüsemann) war eine deutsche Sozialpolitikerin.